# En passion
En passion är en svensk dramafilm från 1969 i regi av Ingmar Bergman, med Max von Sydow, Liv Ullmann, Bibi Andersson och Erland Josephson i rollerna.

## Rollista
| Max von Sydow         | – Andreas Winkelman |
| Liv Ullmann           | – Anna Fromm        |
| Bibi Andersson        | – Eva Vergerus      |
| Erland Josephson      | – Elis Vergerus     |
| Erik Hell             | – Johan Andersson   |
| Sigge Fürst           | – Verner            |
| Britta Brunius        | – Kvinna i dröm     |
| Lars-Owe Carlberg     | – Poliskonstapel    |
| Malin Ek              | – Kvinna i dröm     |
| Barbro Hiort af Ornäs | – Kvinna i dröm     |
| Svea Holst            | – Verners fru       |
| Marianne Karlbeck     | – Kvinna i dröm     |
| Annicka Kronberg      | – Katarina          |
| Brian Wikström        | – Poliskonstapel    |
| Brita Öberg           | – Kvinna i dröm     |